# Pisaczów
Pisaczów – kolonia w Polsce położona w województwie dolnośląskim, w powiecie lubańskim, w gminie Siekierczyn. Miejscowość wchodzi w skład sołectwa Wesołówka.
W latach 1975–1998 miejscowość administracyjnie należała do województwa jeleniogórskiego.